# توني تايلر
توني تايلر (بالإنجليزية: Tony Tyler)‏ هو صحفي بريطاني، ولد في 31 أكتوبر 1943، وتوفي في 28 أكتوبر 2006 بسبب سرطان.